# Crème caramel
La crème caramel è un tipo di crema con uno strato di caramello liquido in superficie. Si differenzia dalla crème brûlée, in cui lo strato di caramello è invece duro. Gli ingredienti della crème caramel sono latte, uova, zucchero e, di solito, vaniglia, secondo quantitativi che possono variare sensibilmente.

## Etimologia
Crème caramel è un termine francese, è un piatto molto diffuso in Europa e nel mondo, conosciuto come 'flan' nei paesi di lingua spagnola. Anche negli Stati Uniti, è conosciuto soprattutto come piatto latino-americano quindi è spesso chiamato Flan; in Europa invece è generalmente chiamato crème caramel.

## Diffusione nel mondo
Lo scrittore di gastronomia Alan Davidson sottolinea che: "Nell'ultima parte del ventesimo secolo la crème caramel ha occupato una parte eccessivamente larga dei menu dei ristoranti europei. Questo, probabilmente, per convenienza dei ristoranti, in grado di preparare i dolci molto in anticipo e mantenerli fino al necessario."
Crème caramel preconfezionate sono molto diffuse nei negozi giapponesi, conosciute con il nome di purin (プリン?), e distribuite in numerose varianti e di diversi marchi.
In Argentina, Uruguay e alcuni paesi limitrofi, la crème caramel è mangiata di solito con dulce de leche.
La crème caramel è anche molto diffusa in Vietnam.
Un dolce simile è inoltre servito nelle Filippine dal nome leche flan, una versione più leggera del flan spagnolo, utilizzata soprattutto nelle festività.